# Frank Ullrich
Frank Ullrich (n. 24 ianuarie 1958, Trusetal, Republica Democrată Germană, Germania) este un biatlonist ce a reprezentat Republica Democrată Germană, medaliat olimpic. A participat la 3 ediții ale Jocurilor Olimpice (1976, 1980, 1984) în care a câștigat o medalie de aur, două medalii de argint și o medalie de bronz.